# Thenmozhi Soundararajan
Thenmozhi Soundararajan é uma ativista pelos direitos dos Dalit, que vive nos Estados Unidos. Ela é também uma contadora de histórias em transmídia, compositora, música hip hop e tecnóloga.

## Vida profissional
Soundararajan é uma cineasta, artista transmídia e contadora de histórias. Ela é também a diretora executiva de Third World Majority, uma organização de educação tecnológica para mulheres negras, em Oakland. Ela também é co-fundadora do Media Justice Network.
Em 2015, a Fundação de Robert Rauschenberg incluiu-a em seu primeiro grupo de Artista e Ativista companheiros. Ela tem usado essa comunhão para trabalhar em #DalitWomenFight, um projeto transmídia e ativista do movimento.

## Leitura complementar
- Soundararajan, Thenmozhi; Varatharajah, Sinthujan. Caste Privilege 101: A Primer for the Privileged, The Aerogram, 2015. Soundararajan, Thenmozhi. I'm A Proud Dalit-American And This Is Why I Marched, Huffington Post, 2017. Gaikwad, Rahi. An equal music, The Hindu, 2016.